# Шейх Мухаммад

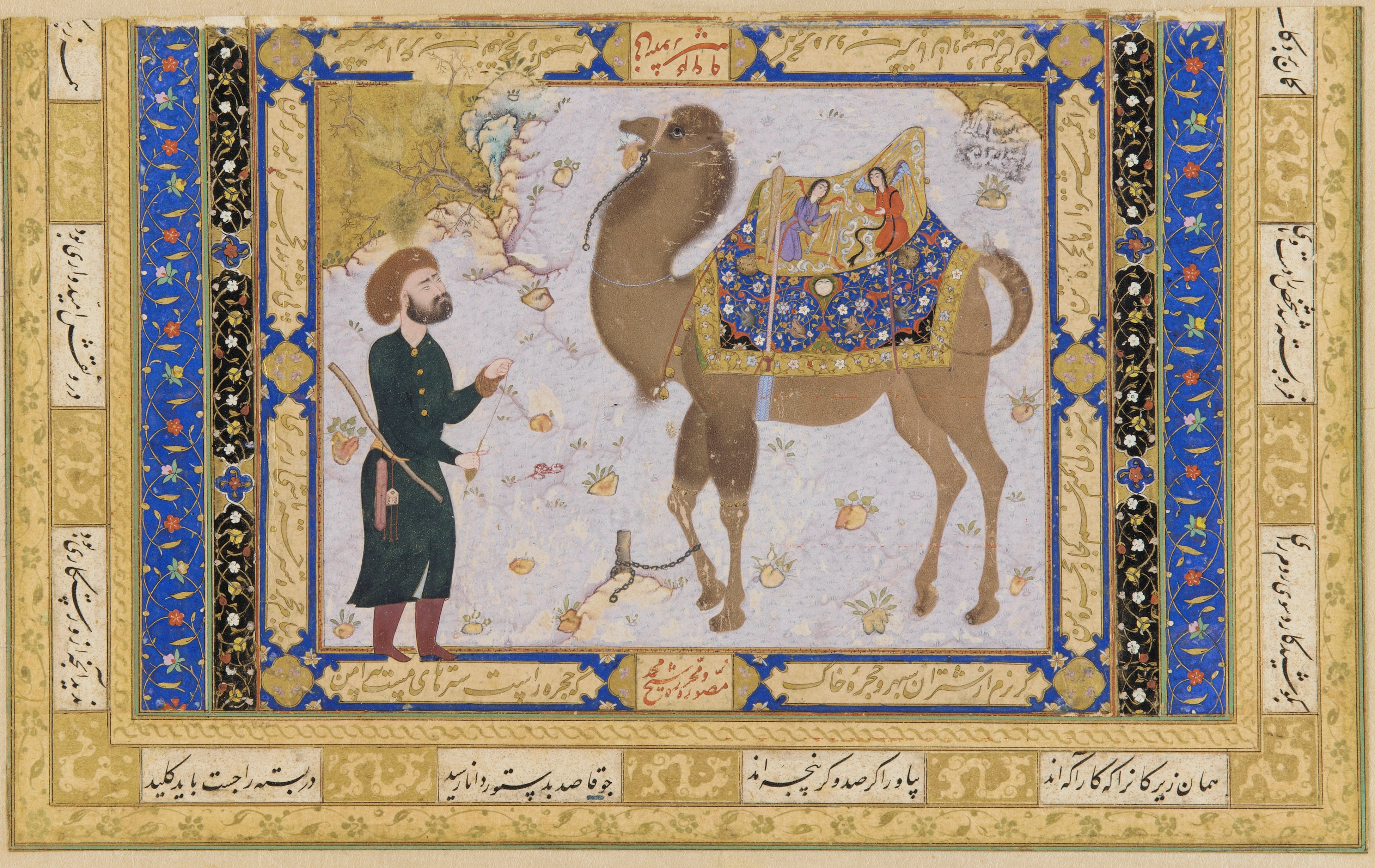
Шейх Мухаммад. Верблюд и погонщик. 1556-7г. Вашингтон, Галерея искусства Фрир.

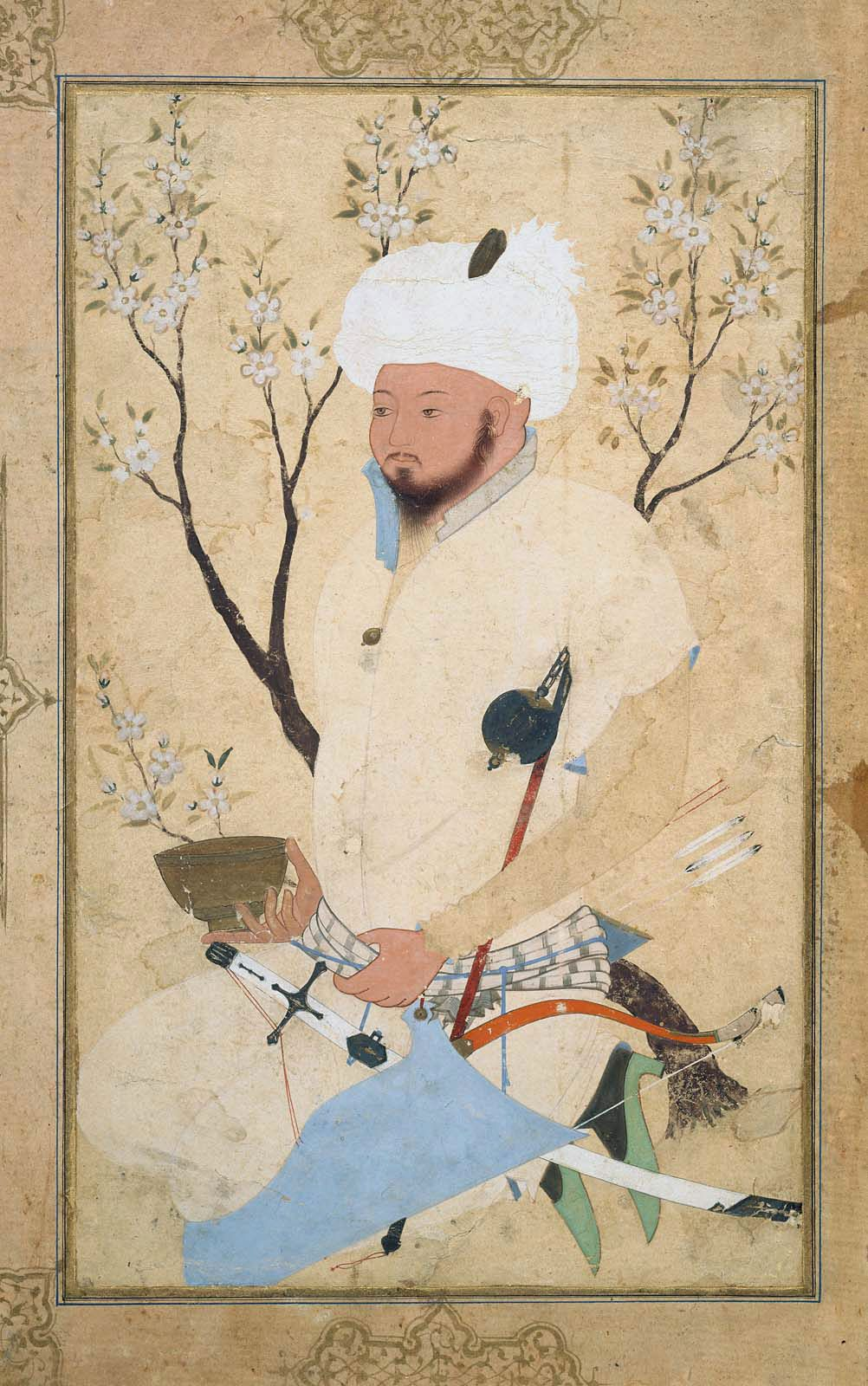
Шейх Мухаммад. Эмир отдыхающий под деревом. ок. 1557 г., Бостон, МИИ

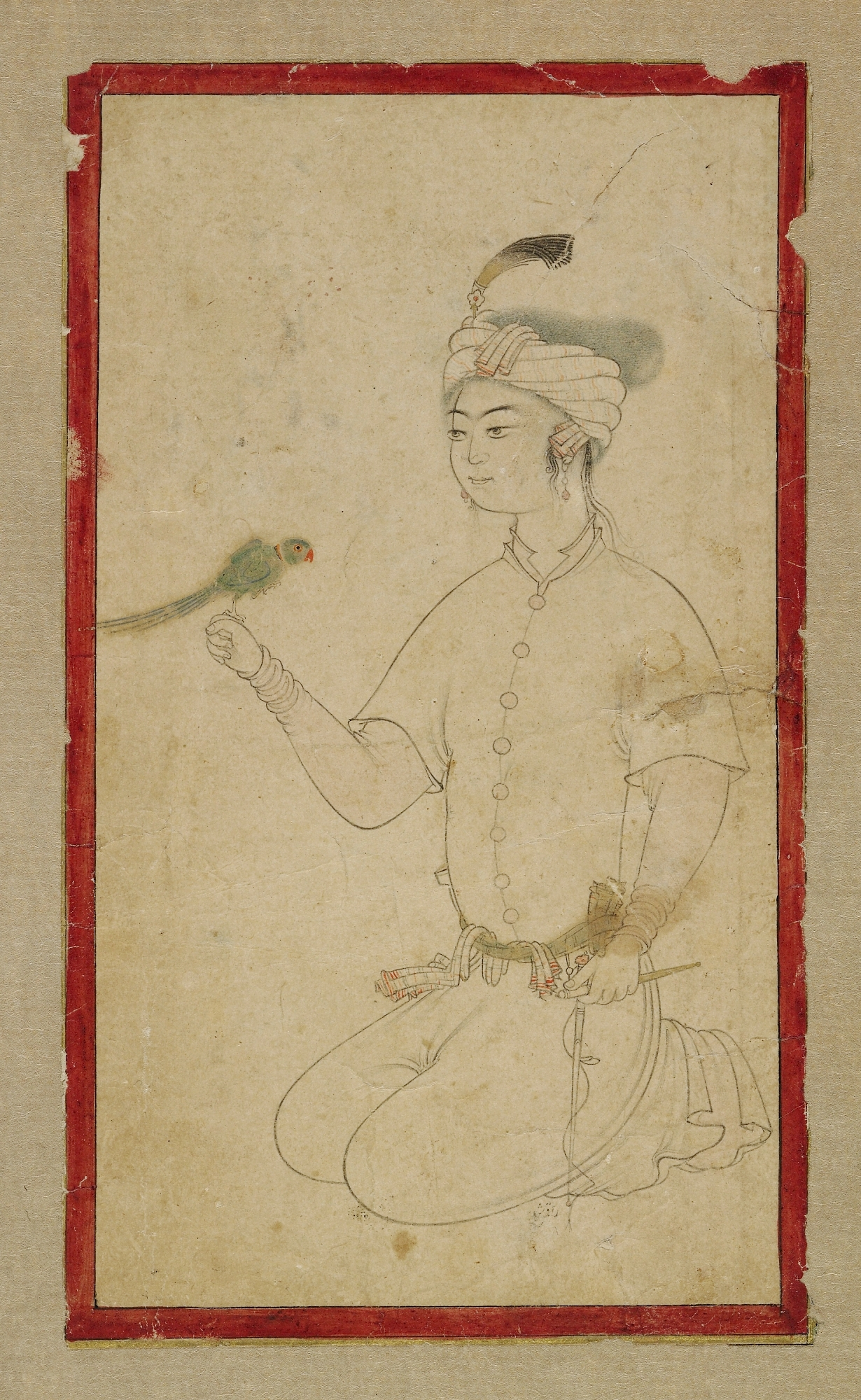
Шейх Мухаммад. Юноша с попугаем. 1575 г. Вашингтон, Галерея Фрир.

Шейх Мухаммад (род. в Сабзаваре; работал с конца 1530-х по 1580-е годы; умер ок. 1588 года в Казвине) — персидский художник.
Историк-хронист XVI века Кази Ахмед в своем «Трактате о каллиграфах и художниках» сообщает следующее: «Мавлана шейх-Мухаммед происходил из города правоверных Сабзавара, сын мавланашейх-Камаля, упомянутого ранее мастера почерка сульс. Он — несравненный художник, ученик мастера Дуст Диванэ; он хорошо писал, весьма превосходно работал насталиком. В живописи он следовал китайцам, и, сколько он в изображении ни делал китайского, люди говорили: „хорошо“. В копировке он передавал почерки мастеров, поправляя кистью таким образом, что было незаметно. Он был прекрасным художником, орнаменталистом, писцом; работал в священном, пресветлом Мешхеде в китаб-ханэ возвышенного до рая султан-Ибрахим-мирзы, был придворным и обладал содержанием». Вместе с тем другой автор, Дуст Мухаммад, сообщает, что Шейх Мухаммад работал в китабхане шаха Тахмаспа переписчиком-каллиграфом. Учитывая то, что его отец был каллиграфом, вполне естественно, что молодой человек пошел по его стопам, и начал свой путь в китабхане Тахмаспа, зарабатывая на жизнь перепиской книг. Сефевидский историк Искандер Мунши сообщает: «Он прекрасно писал почерком „насталик“ и столь [искусно] копировал образцы почерка мастеров каллиграфии, что их с великим трудом отличали от оригиналов опытные знатоки-каллиграфы».
Вероятно, как художник он рано обнаружил свои способности, и был привлечен к созданию миниатюр. Исследователи персидской живописи Диксон и Уэлч приписывают его руке один лист из знаменитого «Шахнаме» Тахмаспа, созданного приблизительно в 1525-35 годы, (ныне манускрипт расшит, и разошелся по разным коллекциям). На листе изображён первый из 12 поединков, устроенных семейством Гашвадов из Ирана и семейством Вис из Турана - "Первый поединок Фериборза и Калбада" (ок. 1540, Музей Ага Хана, Торонто). Однако, после того, как Тахмасп I в 1540-50е годы отвернулся от живописи, Шейх Мухаммад, подобно другим художникам, вынужден был покинуть Тебриз. Он перешел на службу к племяннику Тахмаспа, Султану Ибрагиму Мирзе. Историк Искандер Мунши, сообщает, что Шейх Мухаммад поступил на службу к Ибрагиму Мирзе, бывшему губернатору Мешхеда после того, как тот попал в немилость шаху Тахмаспу, и был переведен в городок Сабзавар (1567—1574). Этот пример кое-что говорит о характере художника.
Основное число дошедших работ мастера создано именно в годы его служения при дворе Султана Ибрагима Мирзы. Среди них два листа с каллиграфией (датированы 1562/3 и 1568/9 годами; Стамбул, Топкапы Сарай), и замечательная миниатюра на отдельном листе «Верблюд и погонщик» с подписью и датой — 1556/7 год (галерея Фрир, Вашингтон). Шейх Мухаммад, кроме прочего, был поэтом, писавшим неплохие стихи. На этой миниатюре изображение окружено строками его стихотворения, написанного им каллиграфическим почерком насталик. Сюжет миниатюры явно где-то подсмотрен, взят из окружающей жизни. Шейх Мухаммад принадлежал к тем ведущим персидским мастерам, которые c середины XVI века всё больше рисовали на отдельных листах, придумывая новые сюжеты, или отображая в своих работах жизненные наблюдения. Исследователи считают, что его сильной стороной был именно рисунок, а не миниатюра.
Далее, художнику приписываются два рисунка, с изображением коленопреклоненных юношей, один хранится в Лувре, Париж, другой «Юноша с попугаем» в галерее Фрир, Вашингтон, и ещё одна работа «Эмир, отдыхающий под деревом», находящаяся в Бостоне, Музей Изящных Искусств. Отталкиваясь от подписанной миниатюры «Верблюд и погонщик» исследователи на основании тщательного анализа обнаружили руку Шейх Мухаммада в миниатюрах известного манускрипта «Хафт Ауранг» (Семь престолов) Джами, который создавался для Ибрагима Мирзы в 1556-65 годах (Вашингтон, галерея Фрир). В общей сложности ему приписывают 10 миниатюр в этой рукописи, однако единодушное согласие исследователей есть только в отношении листа № 64 (Нападение бандитов на караван Айни и Рии), по поводу остальных работ есть разночтения. Ему принадлежат также несколько подписанных работ: две миниатюры, хранящиеся в Стамбуле, Топкапы Сарай; и два рисунка с изображением мужской фигуры (Париж, Лувр, и Дублин, Библиотека Честер Битти).

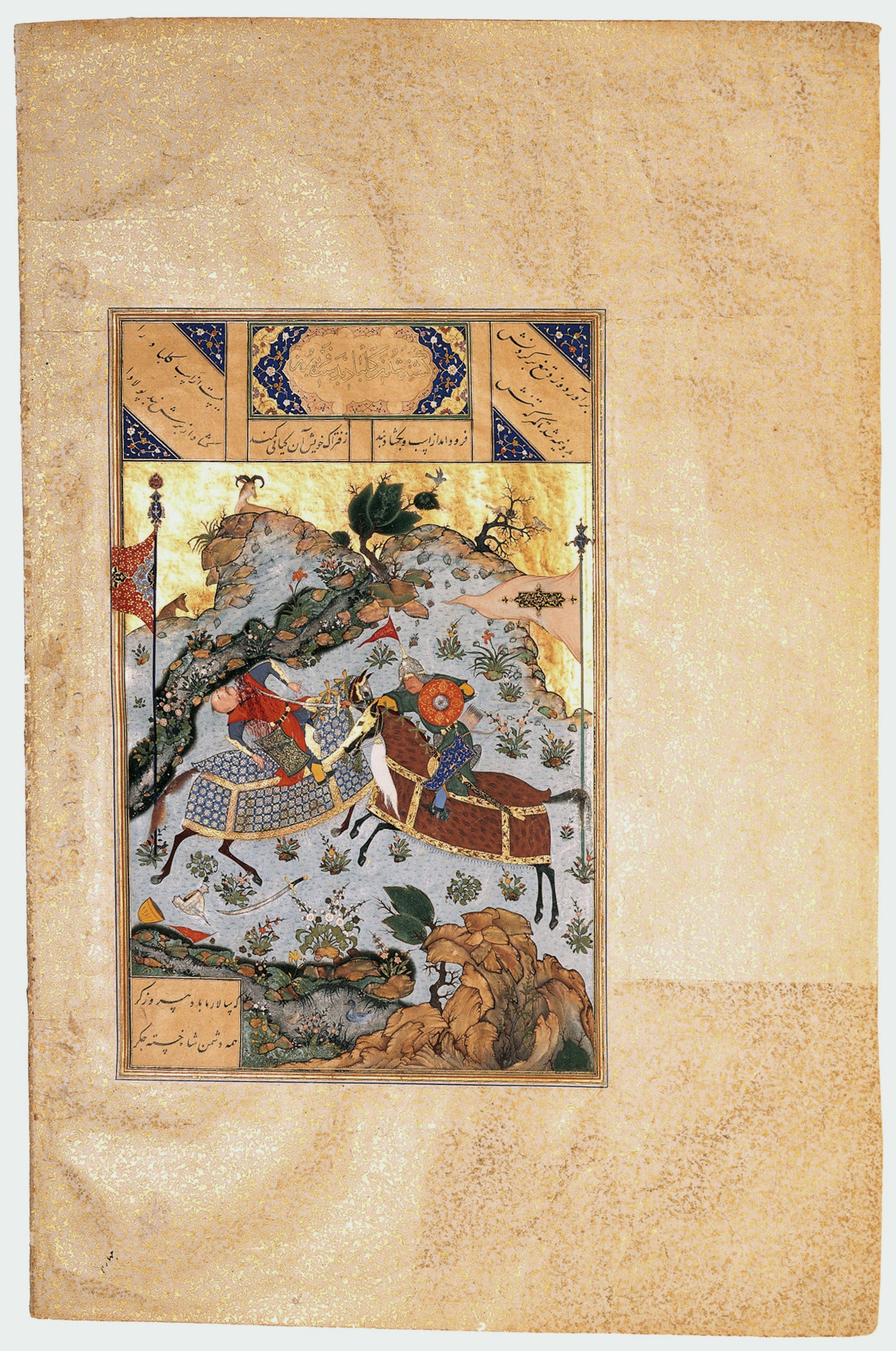
Первый поединок Фериборза и Калбада. Шахнаме Тахмаспа, ок. 1540г., Музей Ага Хана, Торонто
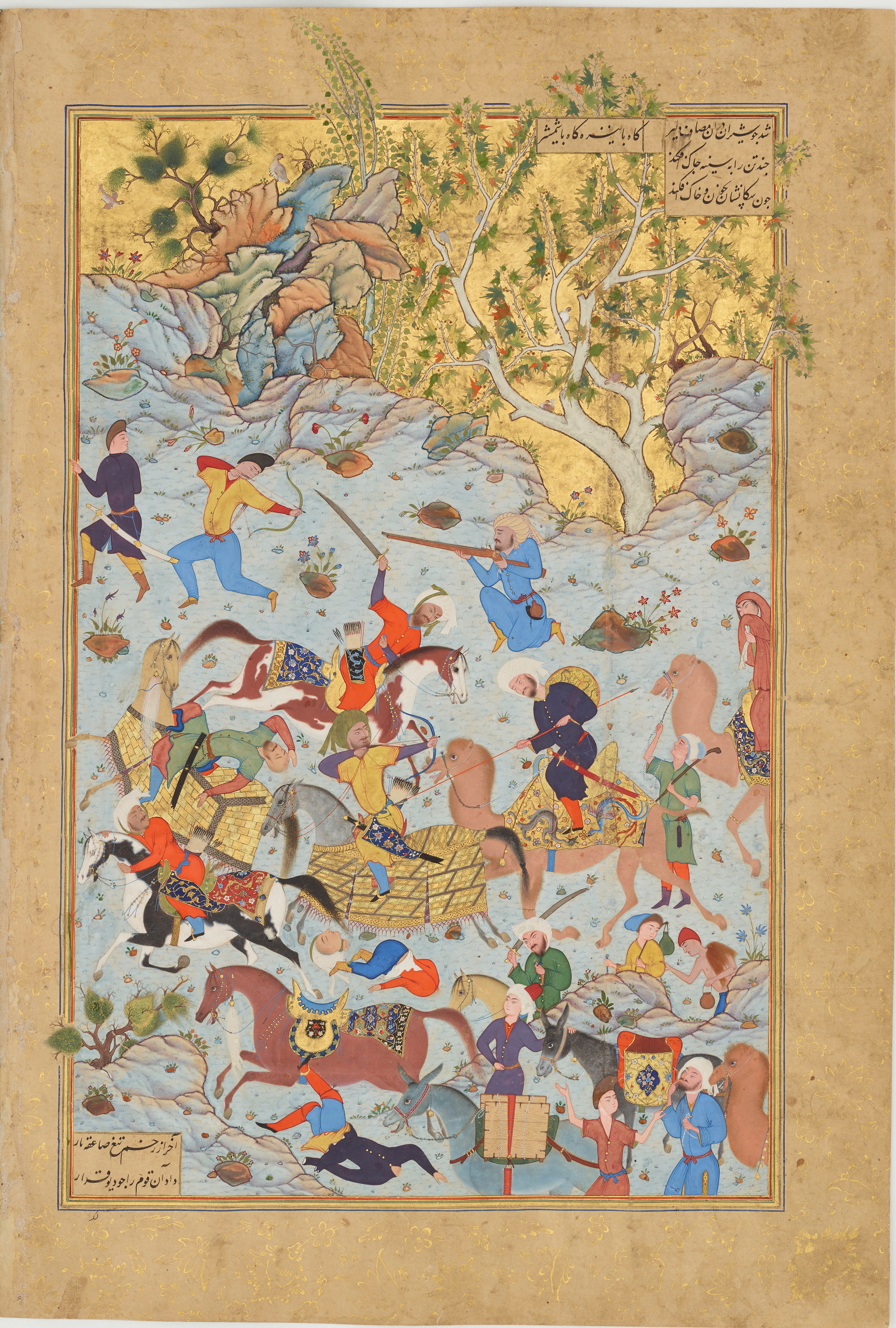
Нападение бандитов на караван Айни и Рии, "Хафт Ауранг" Джами, лист 64, 1556-65, Галерея Фрир.
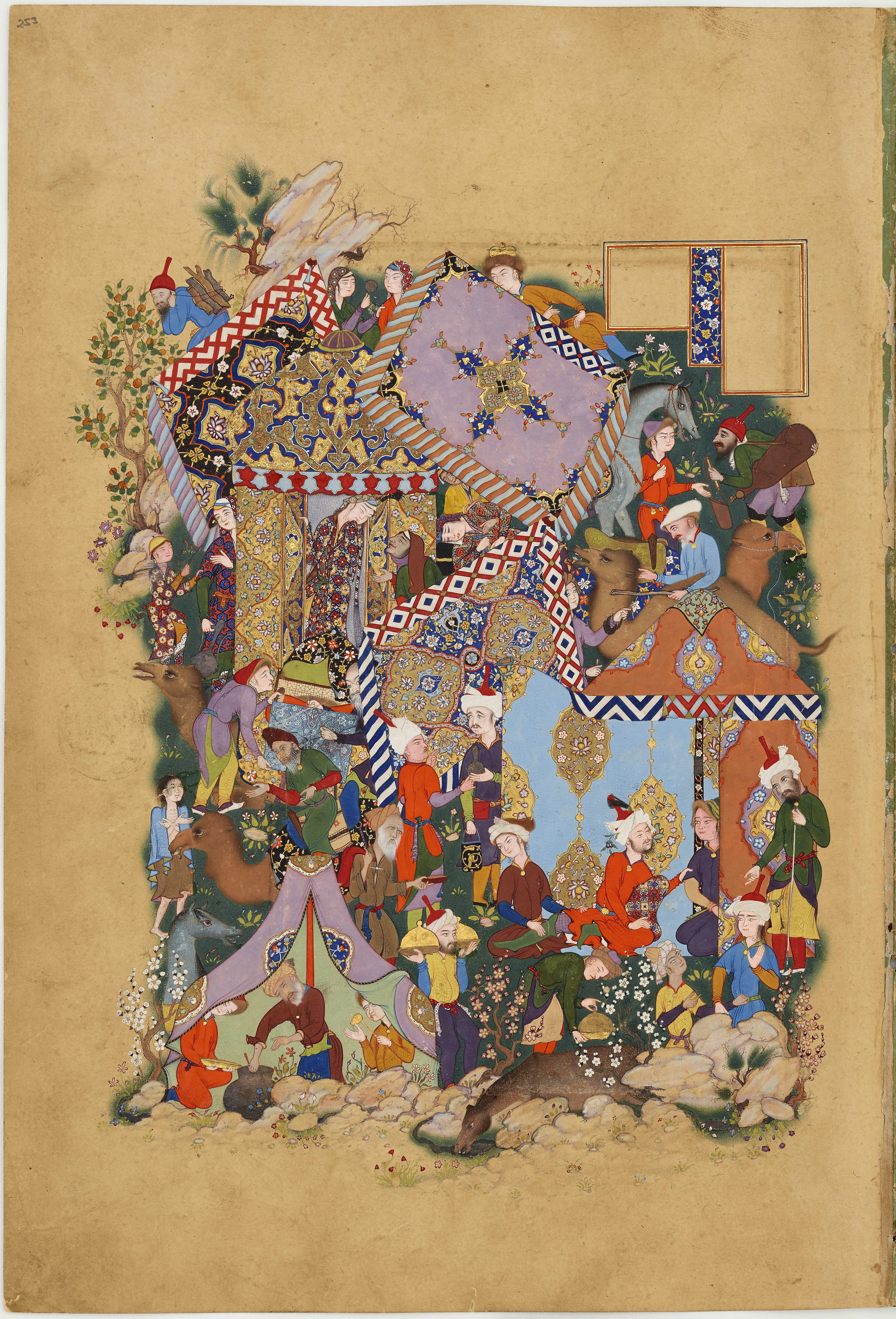
Меджнун подъезжает к лагерю каравана Лейли,"Хафт Ауранг" Джами, 1556-65, Галерея Фрир.
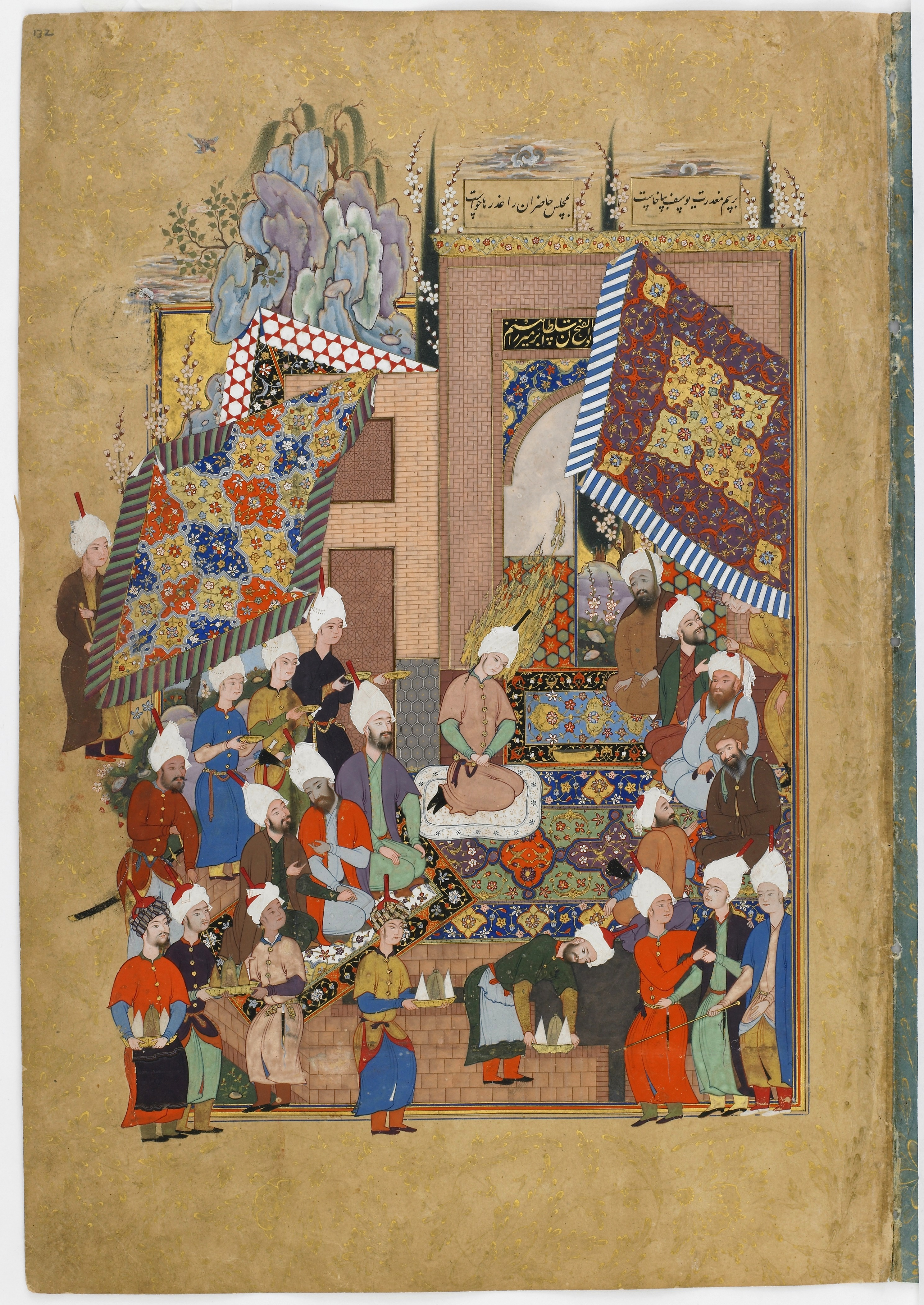
Юсуф устраивает царский пир по поводу своей свадьбы, "Хафт Ауранг" Джами, 1556-65, Галерея Фрир.
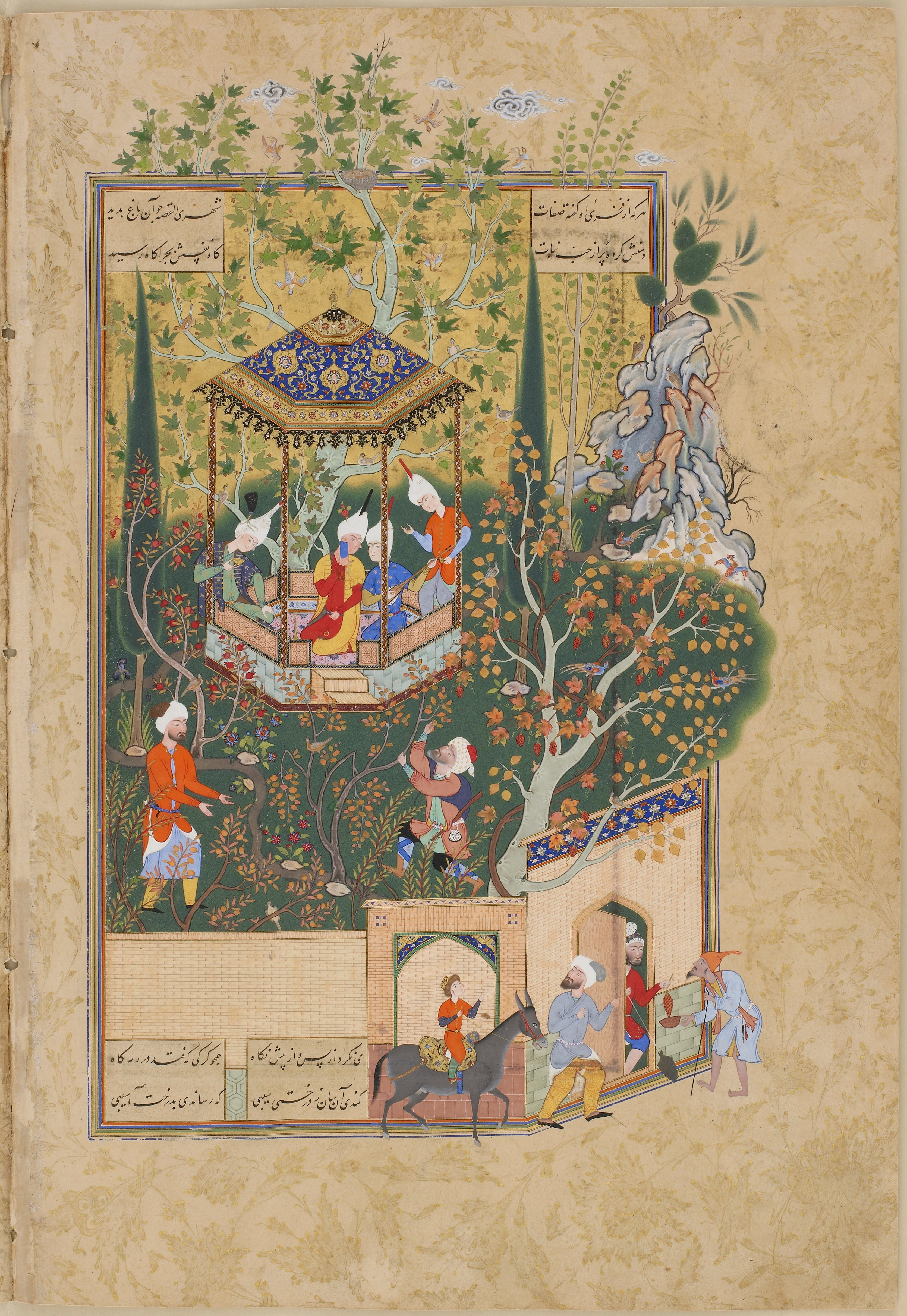
Горожанин грабит сельский фруктовый сад,"Хафт Ауранг" Джами, 1556-65, Галерея Фрир.
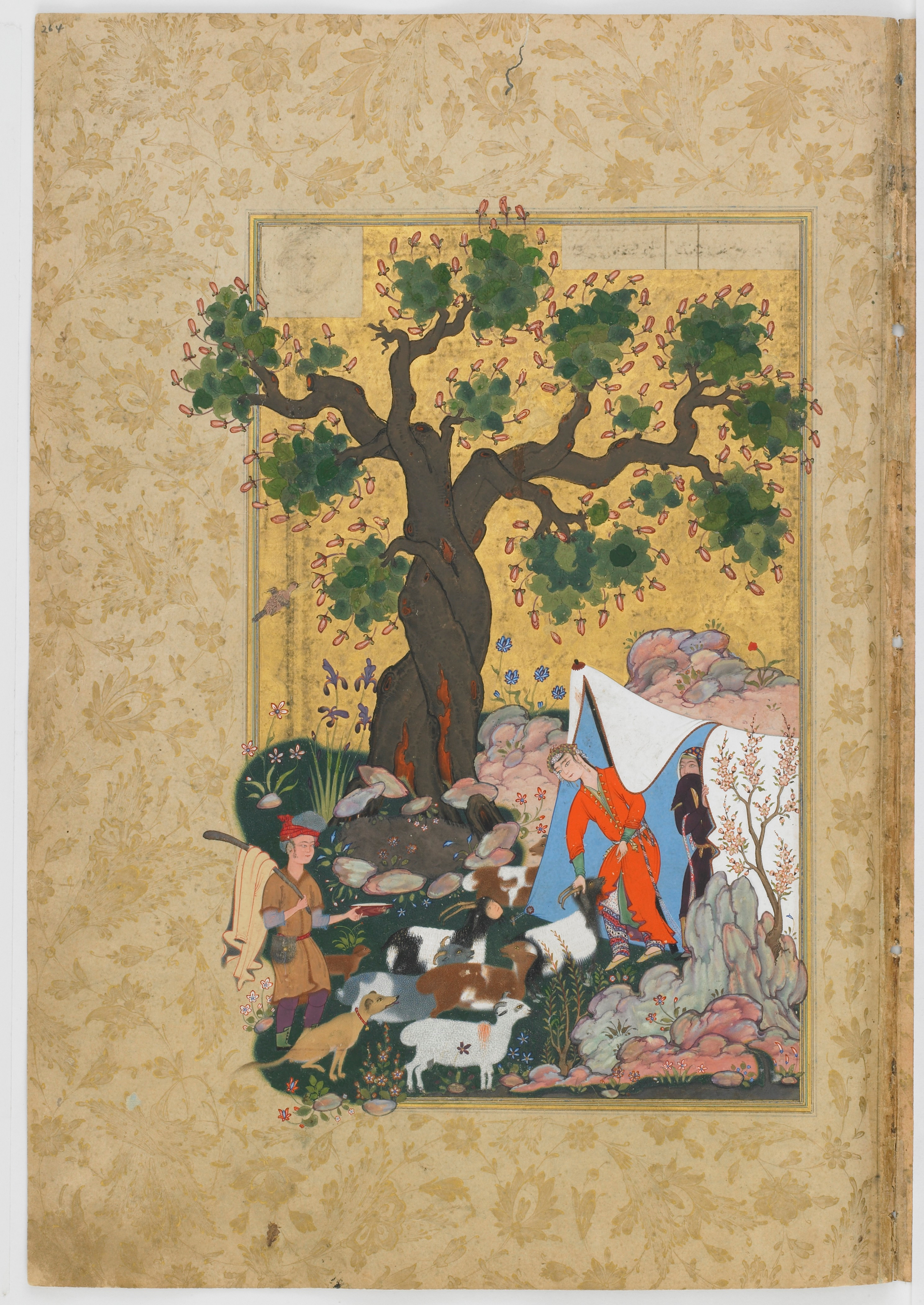
Меджнун, явившийся до того, как Лейли успела замаскироваться под овцу. "Хафт Ауранг" Джами, 1556-65, Галерея Фрир.

Согласно Искандеру Мунши, после того, как шах Исмаил II казнил Ибрагима Мирзу, художник несколько месяцев работал в китабхане нового шаха, но затем перебрался в Хорасан, где поступил на службу к принцу Аббасу. Хронист сообщает, что, сделав новой столицей город Казвин, шах Аббас I (1588—1629) построил там новый шахский дворец. Шейх Мухаммад скончался во время работ над росписью одного из залов этого сооружения.